# Diego Domínguez (actor)
Diego Domínguez Llort (Zaragoza; 13 de octubre de 1991) es un actor y cantante español. Se dio a conocer en la primera edición del programa de TVE Eurojunior cuando era pequeño. Como actor es conocido por interpretar a Diego Hernández en la telenovela de Disney Channel Latinoamérica, Violetta.

## Carrera
Con tan solo 12 años se presentó al programa de TVE1 Eurojunior y aunque no fue elegido como el representante de España, quedó entre los finalistas. De este programa surgió, en 2004, 3+2, grupo que formaron Diego Domínguez Llort, M.ª Jesús López Valderrama, Blanca Liquete Marcos, Sergio Jesús García Gil e Irune Aguirre Tens. Lanzaron 4 discos al mercado: "Girando Sin Parar", "Mueve El Esqueleto", "Un Sitio Ideal" y "Trollz: Melenas A La Moda", este último como la banda sonora de la serie infantil con el mismo nombre de la cadena de televisión TVE1. En 2007 Blanca dejó el grupo y fue Úrsula Amores, también participante del programa "Eurojunior", quien la sustituyó. Ese mismo año, tras finalizar la gira, el grupo se disolvió definitivamente. En el año 2009, Diego y María Jesús se unieron para formar Juego De Dos, siendo el 19 de marzo de ese mismo año cuando publicaron su primer trabajo, de título homónimo al grupo. Tras unos dos años ambos componentes decidieron que el grupo se disolviera y llevar así caminos independientes. En este primer tiempo de su carrera Domínguez se formó en canto y guitarra acústica, y en Hip-Hop en la Academia de Baile "Foss" durante un año, entre 2008-2009.
Luego de terminar la escuela secundaria en un Bachillerato de Artes Escénicas en 2010, Diego comenzó a interpretar algunos papeles en distintas series españolas comenzando así su carrera como actor. Apareció en las series de la cadena de televisión Antena 3 Física o Química, donde interpretó a Andrés , y El secreto de Puente Viejo, donde interpretó a Leandro, además de aparecer en las series de la cadena de televisión Telecinco Aída, donde interpretó a Kevin, y La Pecera de Eva, donde interpretó a Miguel. Protagonizó un papel en el corto cinematográfico "Familia". Durante esta época también trabajó como modelo y además participó en el anuncio del gel de fijación de la conocida marca Garnier.
En 2012 viajó a Buenos Aires para grabar la segunda temporada de la telenovela argentina de Disney Channel Latinoamérica Violetta, donde interpretó a Diego Hernández, personaje que siguió interpretando en la tercera temporada, cuyo estreno fue el 28 de julio de 2014. Como parte de la serie, participó en las giras Violetta en vivo (2013-2014) y Violetta Live (2015). En su estadía en Argentina también participó de la obra de teatro musical Nosotros, estrenada en julio de 2014 en Buenos Aires, donde dio vida a Eneko.
Entre fines de 2014 y el 2015 ya devuelta en España filmó la película Cien años de perdón, una producción de Vaca Films y Morena Films para Telecinco Cinema, dirigida por Daniel Calparsoro en la que interpreta a un policía francotirador. Fue estrenada en 2016.
Desde finales de marzo hasta mediados de junio de 2016 participó en el rodaje de la serie Perdóname, Señor en Cádiz, para Telecinco donde interpreta a Dani.
En octubre del 2016 se confirmó su participación en el programa de baile Italiano Dance Dance Dance, una producción original de Fox Networks Group Italy, junto a la actriz argentina María Clara Alonso, compañera de reparto en Violetta, en el cual resultaron ganadores.
A principios del 2017 protagonizó el cortometraje Adrián, donde además de interpretar al personaje principal, lo dirigió y escribió el guion. El cortometraje fue presentado al Jameson Notodo FilmFest donde fue finalista.
En junio del 2017 empezó a trabajar en la serie diaria Derecho a soñar, para RTVE, en donde interpretará el papel de Chema.
En abril de 2018 empiezan las grabaciones para la nueva web serie de ciencia ficción Wake Up para Playz de RTVE, donde le dará vida a Ares.
En 2019 volvió a Argentina para dar vida a Manuel Córdoba, un español que ayuda a Bruno Salvat (Albert Baró) a concretar su venganza contra Torcuato Ferreyra (Benjamín Vicuña), en la telenovela Argentina, tierra de amor y venganza, por Canal 13.

## Trayectoria

### Series de televisión
| Año         | Título                               | Cadena                       | Rol             | Notas         | Notas          |
| ----------- | ------------------------------------ | ---------------------------- | --------------- | ------------- | -------------- |
| 2010        | Física o química                     | Antena 3                     | Andrés          | 3 episodios   | Episódico      |
| 2010        | La pecera de Eva                     | Telecinco                    | Miguel          | 4 episodios   | Secundario     |
| 2011        | El secreto de Puente Viejo           | Antena 3                     | Leandro         | 3 episodios   | Episódico      |
| 2011        | Aída                                 | Telecinco                    | Kevin           | 1 episodio    | Episódico      |
| 2013 - 2015 | Violetta                             | Disney Channel Latinoamérica | Diego Hernández | 160 episodios | Antagonista    |
| 2017        | In The Mood                          | YouTube                      | Iván            | 4 episodios   | Protagonista   |
| 2017        | Perdóname, Señor                     | Telecinco                    | Dani            | 6 episodios   | Secundario     |
| 2018        | Wake Up                              | Playz                        | Ares            | 6 episodios   | Protagonista   |
| 2019        | Derecho a soñar                      | La 1                         | Chema           | 35 episodios  | Secundario     |
| 2019        | Argentina, tierra de amor y venganza | Canal 13                     | Manuel Córdoba  | 204 episodios | Coprotagonista |
| 2020        | Adentro                              | YouTube                      | Gabriel         | 1 episodio    | Episódico      |
| 2023        | Días de gallos                       | Max                          | Keko            | 2 episodios   | Episódico      |
| 2023        | Black Sunday                         | Prime Video                  | Rulo            | 4 episodios   | Coprotagonista |

### Programas de televisión
| Año  | Título             | Cadena          | Notas                          |
| ---- | ------------------ | --------------- | ------------------------------ |
| 2015 | Violetta: El viaje | Disney Channel  | Documental sobre Violetta Live |
| 2016 | Dance Dance Dance  | Fox Life Italia | Concursante                    |
| 2018 | Nochevieja Playz   | Playz           | Presentador                    |
| 2024 | Tu cara me suena   | Antena 3        | Invitado                       |

### Cine
| Año  | Título                | Director(es)                   | Rol                        | Notas              |
| ---- | --------------------- | ------------------------------ | -------------------------- | ------------------ |
| 2011 | Familia               | Laura Muro                     | Daniel                     | Cortometraje       |
| 2014 | Violetta en concierto |                                | Diego Hernández / Él mismo | Película concierto |
| 2016 | Cien años de perdón   | Daniel Calparsoro              | Policía francotirador      | Largometraje       |
| 2017 | Adrián                | Diego Domínguez                | Adrián                     | Cortometraje       |
| 2018 | Hielos, el musical    | Paula Garisoain                | Telmo                      | Cortometraje       |
| 2022 | Crisàlides            | Marc Camardons                 | Mateo                      | Cortometraje       |
| 2024 | Historias             | Paco Sepúlveda                 | Diego                      | Largometraje       |
| 2024 | Hermanados            | Sebastián Suárez y Diego Morel | Vicente                    | Largometraje       |

### Teatro
| Año       | Obra                 | Rol                        |
| --------- | -------------------- | -------------------------- |
| 2013-2014 | Violetta en vivo     | Diego Hernández / Él mismo |
| 2014      | Nosotros, el musical | Eneko                      |
| 2015      | Violetta Live        | Diego Hernández / Él mismo |

## Discografía

### Álbumes de estudio
- 2003: Eurojunior
- 2004: Girando sin parar
- 2005: Mueve el esqueleto
- 2006: Un sitio ideal

### Bandas sonoras
- 2005: Trollz: melenas a la moda
- 2013: Hoy somos más
- 2014: Gira mi canción
- 2015: Crecimos juntos

### Álbumes en directo
- 2004: 3+2 en concierto
- 2013: Violetta en vivo

## Premios y nominaciones
| Año  | Premio                        | Categoría                 | Trabajo nominado | Resultado |
| ---- | ----------------------------- | ------------------------- | ---------------- | --------- |
| 2014 | Kids' Choice Awards Argentina | Actor de reparto favorito | Violetta         | Ganador   |
| 2014 | Kids' Choice Awards México    | Villano favorito          | Violetta         | Nominado  |
| 2016 | Melty Future Awards           | Cool is everywhere        | Él mismo         | Ganador   |